# 아야세 마루
아야세 마루(일본어: 彩瀬まる, 1986년 ~ )는 일본의 소설가이다. 2010년 〈꽃에 눈멀다〉(花に眩む)로 제9회 여성에 의한 여성을 위한 R-18 문학상을 수상하며 등단했다. 2016년 《이윽고 바다에 닿다》로 제38회 노마문예신인상 후보에 올랐고, 이듬해인 2017년에는 《치자나무》가 제158회 나오키상 후보작, 제5회 고교생 나오키상 수상작으로 선정되었다. 그 밖의 작품으로 제36회 오다사쿠노스케상 후보작인 《숲이 흘러넘치다》와 《벚꽃 아래서 기다릴게》, 《부재》 등이 있다.
2022년 그녀의 동명의 장편소설을 영화화한 《이윽고 바다에 닿다》가 개봉하였다.

## 저작

### 장편소설
- 저 사람은 거미를 못 죽인다(あのひとは蜘蛛を潰せない, 2013)
- 이윽고 바다에 닿다(やがて海へと届く, 2016)
- 아침이 될 때까지 곁에 있을게(朝が来るまでそばにいる, 2016)
- 잠들지 못하는 밤에는 몸을 벗고(眠れない夜は体を脱いで, 2017)
- 부재(不在, 2018)
- 주옥(珠玉, 2018)
- 숲이 흘러넘치다(森があふれる, 2019)
- 맨 끝의 집(さいはての家, 2020)
- 아직 따뜻한 냄비를 껴안고 잘 자렴(まだ温かい鍋を抱いておやすみ, 2020)
- 초원의 서커스(草原のサーカス, 2021)
- 강가에서 우화하는 우리들(川のほとりで羽化するぼくら, 2021)
- 새로운 별(新しい星, 2021)

### 소설집
- 뼈를 장식하다(骨を彩る, 2013)
- 신의 케이크를 배가 터지도록(神様のケーキを頬ばるまで, 2014)
- 벚꽃 아래서 기다릴게(桜の下で待っている, 2015)
- 치자나무(くちなし, 2017)